# Fiona Woolf
Catherine Fiona Woolf, née Swain le 11 mai 1948, est une avocate britannique qui exerce la fonction de lord-maire de Londres de 2013 à 2014, la deuxième femme à occuper le poste.

## Biographie
En septembre 2014, Theresa May, secrétaire d'État à l'Intérieur, la nomme présidente de la commission d'enquête indépendante chargée d'investiguer sur les différentes affaires d'abus sexuels sur des enfants révélées peu avant en particulier le dossier pédocriminel de Westminster. Elle remplace la démissionnaire Elizabeth Butler-Sloss. Woolf est elle-même obligée de démissionner de ses fonctions, le 31 octobre, après qu'il est devenu évident qu'elle connaissait personnellement l'un des témoins, Leon Brittan.

## Distinctions honorifiques
Depuis 2015, Fiona Woolf est nommée dame commandeur de l’ordre de l'Empire britannique (DBE), Woolf est décorée aussi depuis 2013 dame de justice du très vénérable ordre de Saint-Jean (DStJ).

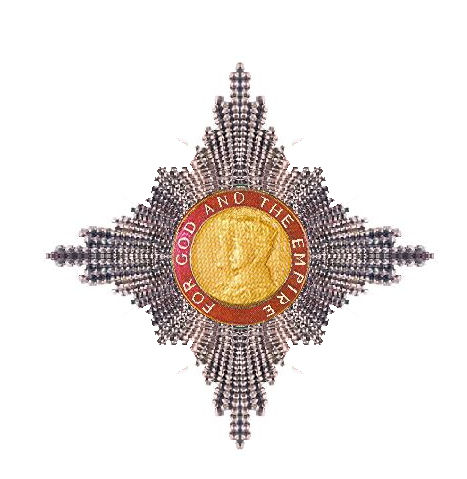
Insigne de DBE.